# Inteligencia de negocios móvil
La Inteligencia de Negocios Móvil (BI móvil o Inteligencia Móvil) se refiere a la distribución de los datos empresariales a los dispositivos móviles como teléfonos inteligentes (del inglés:smartphones) y tabletas (del inglés: tablet o tablet computer). La Inteligencia empresarial (o BI del inglés business intelligence) se refiere a las técnicas informáticas utilizadas en la detección y el análisis de los datos de negocio, tales como los ingresos por ventas de productos y / o servicios o los costos asociados y los ingresos.
Aunque el concepto de la informática móvil ha prevalecido durante más de una década, BI móvil ha mostrado un crecimiento solo muy recientemente. Este cambio ha sido alentado en parte por un cambio del "mundo conectado" a un mundo inalámbrico con la ventaja de los teléfonos inteligentes que ha dado lugar a una nueva era de la informática móvil, especialmente en el campo de la Inteligencia de Negocios.
Según Aberdeen Group, un gran número de empresas están emprendiendo rápidamente BI móvil debido al aumento de las presiones del mercado, tales como la necesidad de una mayor eficiencia en los procesos de negocio, la mejora en la productividad del empleado (por ejemplo, el tiempo dedicado a buscar información), más y más rápida toma de decisiones, mejor servicio al cliente y la entrega en tiempo real de acceso bidireccional de datos para tomar decisiones en cualquier momento y en cualquier lugar.

## Historia

### Entrega de información a los dispositivos móviles
El método predominante para acceder a la información de BI es utilizando un buscador web en un ordenador personal para conectarse a las aplicaciones de BI. Estas aplicaciones de BI solicitan datos de bases de datos. A partir de finales de 1990, los sistemas de BI ofrecen alternativas para la recepción de datos, incluyendo correo electrónico y dispositivos móviles.

### Datos estáticos
Inicialmente, los dispositivos móviles como teléfonos móviles recibieron datos mediante un servicio de mensajes cortos (SMS) o mensajes de texto. Estas aplicaciones fueron diseñadas para dispositivos móviles específicos, contenían cantidades mínimas de información, y no proporcionaban interactividad con los datos. Como resultado, las primeras aplicaciones de BI móviles eran caras de diseñar y mantener al tiempo que proporcionaban valor informativo limitado, y obtuvo poco interés.

### Acceso a los datos a través de un navegador móvil
El navegador móvil en un teléfono inteligente, una computadora portátil integrado con un teléfono móvil, proporciona un medio para leer tablas simples de datos. El espacio de la pequeña pantalla, inmaduros navegadores móviles, y la transmisión de datos lenta no podía proporcionar una experiencia de BI satisfactoria. La accesibilidad y ancho de banda pueden ser percibidos como problemas cuando se trata de tecnología móvil, pero las soluciones de BI proporcionan una funcionalidad avanzada para prever y superar tales retos potenciales. Mientras soluciones basadas en Web de BI móviles proporcionan poco o ningún control sobre el tratamiento de datos en una red, el gestionado soluciones de BI para dispositivos móviles solo utilizan el servidor para operaciones específicas. Además, los informes locales se comprimen durante la transmisión y en el dispositivo, permitiendo una mayor flexibilidad para el almacenamiento y la recepción de estos informes. Dentro de un entorno móvil, los usuarios aprovechan el fácil acceso a la información ya que la aplicación móvil funciona en un entorno de edición única que permite el acceso a todo el contenido de BI (respetando seguridad existente), independientemente del idioma o configuración regional. Además, el usuario no tendrá que construir y mantener una implementación de BI móvil separado. Además, móvil BI requiere menos ancho de banda para la funcionalidad. Móvil BI deja una huella pequeña informe sobre la memoria, encriptación durante la transmisión, así como en el dispositivo, y el almacenamiento de datos comprimidos para ver sin conexión.

### Aplicación de cliente móvil
En 2002, Research In Motion lanzó el primer teléfono inteligente BlackBerry optimizado para el uso de correo electrónico inalámbrico.El correo electrónico inalámbrico resultó ser la "aplicación homicida " que aceleró la popularidad del mercado de teléfonos inteligentes. A mediados de la década de 2000, BlackBerry de Research in Motion había consolidado su posición en el mercado de teléfonos inteligentes con organizaciones tanto empresariales y gubernamentales. Los teléfonos inteligentes BlackBerry eliminan los obstáculos para la inteligencia de negocios móvil. El BlackBerry ofrece un tratamiento coherente de los datos a través de sus muchos modelos, siempre una pantalla mucho más grande para la visualización de datos, y permite la interactividad del usuario a través de la rueda de control y el teclado. Proveedores de BI vuelven a entrar en el mercado con una oferta que abarca diferentes sistemas operativos móviles ((Blackberry, Windows, Symbian) y los métodos de acceso a datos. Las dos opciones de acceso de datos más populares fueron:
- usar el navegador de tu móvil para acceder a los datos, de forma similar a la computadora de escritorio y
- crear una aplicación nativa diseñado específicamente para el dispositivo móvil.

Research In Motion sigue perdiendo cuota en el mercado de teléfonos inteligentes por Apple y Android. En los tres primeros meses de 2011 el Android de Google ganó 7 puntos de cuota de mercado. Durante el mismo período de tiempo la cuota de mercado de RIM se derrumbó y cayó casi 5 puntos.

### Aplicaciones específicas del dispositivo para Móvil BI
Apple rápidamente establece el estándar para los dispositivos móviles con la introducción del iPhone. En los primeros tres años, Apple vendió más de 33,75 millones de unidades. Del mismo modo, en 2010, vendió más de 1 millón de iPads en menos de tres meses. Ambos dispositivos cuentan con una pantalla táctil interactiva que es el estándar en muchos teléfonos móviles y Tableta PC.
En 2008, Apple publicó el SDK para que los desarrolladores pudieran crear aplicaciones que se ejecuten de forma nativa en el iPhone y el iPad en lugar de aplicaciones basadas en Safari. La App Store de Apple ahora tiene más de 250.000 aplicaciones, dando a los dispositivos móviles de Apple una ventaja decisiva.
Otros se apresuraron a replicar el éxito de Apple. El Google Play ahora tiene más de 200.000 aplicaciones disponibles para los dispositivos móviles que funcionan con el sistema operativo Android.
Más importante aún, la llegada del iPhone de Apple ha cambiado radicalmente la forma de utilizar los datos de sus dispositivos móviles. Esto incluye BI móvil. Aplicaciones de inteligencia de negocios pueden ser utilizadas para transformar los informes y datos en cuadros de mando móviles, y ser entregadas inmediatamente a cualquier iPhone o iPad.
Androidde Google Inc. ha superado a iOS de Apple Inc.en el ámbito creciente de descargas de aplicaciones. En el segundo trimestre de 2011, el 44% de todas las aplicaciones descargadas desde los mercados de aplicaciones a través de la web fueron para dispositivos Android, mientras que el 31% fueron para los dispositivos de Apple, de acuerdo con los nuevos datos de ABI Research. Las aplicaciones restantes fueron para otros sistemas operativos móviles, incluyendo BlackBerry y Windows Phone 7.
Las aplicaciones móviles de BI han evolucionado de ser una aplicación cliente para la visualización de datos a una aplicación de propósito integrado diseñado para proporcionar la información y los flujos de trabajo necesarios para hacer rápidamente las decisiones de negocios y tomar medidas.

### Aplicaciones Web vs Aplicaciones específicas del dispositivo para Móvil BI
A principios de 2011, ya que el mercado de telefonía móvil de software de BI comenzó a madurar y a crecer a un ritmo significativo en las empresas grandes y pequeñas, la mayoría de los vendedores han adoptado un dispositivo específico de la estrategia de aplicación (por ejemplo, aplicaciones para el iPhone o Android, descargar desde iTunes o Google Play o una estrategia de aplicación web (basada en el navegador, funciona en la mayoría de los dispositivos sin necesidad de una aplicación que se instale en este). Este debate continúa y hay ventajas y desventajas de ambos métodos. Una posible solución será la adopción más amplia de HTML5 en dispositivos móviles que le dará muchas aplicaciones web de las características de aplicaciones dedicadas al mismo tiempo que les permitirá trabajar en muchos dispositivos sin una aplicación instalada.
Microsoft ha anunciado su estrategia de BI móvil. Microsoft planea soportar aplicaciones basadas en navegador, como Reporting Services y PerformancePoint en iOS en el primer semestre de 2012 y aplicaciones táctiles en iOS y Android en el segundo semestre de 2012. A pesar de la percepción popular de que Microsoft solo reconoce su propia existencia, los hechos recientes sugieren que la compañía es consciente de que no es el único jugador en el ecosistema de la tecnología. En lugar de ignorar a la competencia ha decidido hacer su tecnología accesible a un público más amplio.
Hay muchos dispositivos móviles y plataformas disponibles hoy en día. La lista está en constante crecimiento y por lo tanto aumenta el soporte de la plataforma. Hay cientos de modelos disponibles en la actualidad, con hardware múltiples y combinaciones de software. La empresa debe seleccionar un dispositivo con mucho cuidado. Los dispositivos de destino afectarán el diseño BI móvil en sí, porque el diseño de un teléfono inteligente será diferente que para un tablet. El tamaño de la pantalla, el procesador, la memoria, etc, todo puede variar. El programa de BI móvil debe dar cuenta de la falta de normalización de los proveedores de dispositivo mediante la constante comprobación de los dispositivos para las aplicaciones de BI móviles. Algunas de las mejores prácticas siempre se puede seguir. Por ejemplo, un teléfono inteligente es un buen candidato para el BI móvil en funcionamiento. Sin embargo, para el análisis los tablets son la mejor opción. Por lo tanto, la selección o la disponibilidad del dispositivo juega un papel importante en la implementación.

## Demanda
El analista de Gartner, Ted Friedman cree que la entrega móvil de BI tiene que ver con la práctica, la información táctica necesaria para tomar decisiones inmediatas - "El mayor valor está en BI operacional - la información en el contexto de las aplicaciones -. No en enviar un montón de datos para el teléfono de alguien".
Acceso a Internet a través de un dispositivo móvil, como un teléfono inteligente es también conocida como la Internet móvil o Web móvil. IDC espera que la fuerza laboral móvil de los EE. UU. Aumente en un 73% en 2011. Morgan Stanley rplantea que el Internet móvil está aumentando más rápido que su predecesor, el Internet de escritorio, lo que permite a las empresas entregar conocimientos a su fuerza de trabajo móvil para ayudarles a tomar decisiones más correctas.
Michael Cooney de Gartner planteó que para 2015, Windows 8 estará probablemente en el tercer lugar detrás de Android y Apple. El resultado neto es que parte de Microsoft de la plataforma del cliente, ya sea PC, tableta o teléfono inteligente, es probable que se reducirá al 60% y se podría caer por debajo del 50%.

## Beneficios para el negocio
En su último Cuadrante Mágico para Plataformas de Inteligencia de Negocios, Gartner examina si la plataforma permite a los usuarios "interactuar totalmente con el contenido de BI entregado a los dispositivos móviles." La frase "interactuar totalmente" es la clave. La capacidad de enviar alertas incrustadas en el correo electrónico o mensajes de texto, o enlaces a contenido estático en mensajes de correo electrónico apenas representa sofisticación analítica de móviles. Para que los usuarios se beneficien de BI móvil, deben ser capaces de navegar cómodamente-o lo más cómodamente que el dispositivo móvil permita, que es donde los dispositivos con pantallas de alta resolución e interfaces táctiles (como el iPhone y Android basados en teléfonos) tienen una clara ventaja sobre, por ejemplo, las ediciones anteriores de BlackBerry. Es igualmente importante dar un paso atrás para definir el propósito y los patrones de adopción. Cuales usuarios de negocios son los que más se benefician de la telefonía móvil de análisis y que es exactamente lo que se necesitan? Usted no necesita análisis móviles para enviar un comentario o pocos informes de resumen para sus computadoras de mano, sin interactividad, inteligencia de negocios móvil es indistinguible de correo electrónico informativos o mensajes de texto.

## Aplicaciones
Al igual que las aplicaciones de consumo, que han mostrado un crecimiento cada vez mayor en los últimos años, una constante demanda en cualquier momento y lugar el acceso a BI está dando lugar a una serie de desarrollos a medida de aplicaciones móviles. Las empresas también han comenzado a adoptar soluciones móviles para su fuerza de trabajo y no tardan en convertirse en componentes clave de los procesos de negocio fundamentales. En una encuesta realizada en Aberdeen mayo de 2010, el 23% de las empresas participantes indicó que ahora tienen una aplicación de BI móvil o de tablero, mientras que otro 31% indicó que planean implementar alguna forma de BI móvil en el próximo año.

### Definiciones
Aplicaciones de BI móvil pueden ser definidas de la siguiente manera:
- Aplicaciones de buscadores móviles: Casi cualquier dispositivo móvil permite a través de Web, cliente ligero, HTML, solo las aplicaciones de BI. Sin embargo, estas aplicaciones son estáticos y proporcionan poca interactividad con los datos. Los datos se ven apenas como lo sería en un navegador de un ordenador personal. Poco esfuerzo adicional es necesario para mostrar datos, pero normalmente los navegadores móviles solo soportan una pequeña parte de la interactividad de un navegador web.

- Aplicaciones Personalizadas: Un paso adelante respecto a este enfoque es hacer que cada uno de los informes (o todos) y cuadros de mando sean llevados a un formato específico del dispositivo. En otras palabras, proporcionan información específica sobre el tamaño de la pantalla, optimizan el uso de espacio en pantalla, y activan controles de navegación específicos para los distintos dispositivos. Ejemplos de estos incluyen la rueda o la tecla para el pulgar del BlackBerry, flechas arriba / abajo / izquierda / derecha para Palm, y manipulación gestual para iPhone. Este enfoque requiere más esfuerzo que el anterior, pero sin necesidad de software adicional.

- Aplicaciones de Cliente Móvil: El más avanzado, la aplicación cliente proporciona interactividad total con el contenido de BI vista en el dispositivo. Además, este enfoque proporciona caché periódico de datos que se pueden ver y analizar incluso sin conexión.

Empresas de todo tipo, incluso las organizaciones no lucrativas se están dando cuenta del valor de las aplicaciones móviles de propósitos específicos para su fuerza de trabajo móvil.

## Desarrollo
El desarrollo de una aplicación nativa de BI móvil plantea desafíos, especialmente en relación con la representación de visualización de datos e interactividad del usuario. El desarrollo de las aplicaciones móviles BI ha sido tradicionalmente un esfuerzo largo y costoso exigido a las empresas para justificar la inversión de la fuerza de trabajo móvil. No solo requieren enviar mensajes de texto y alertas, necesitan información personalizada para su línea de trabajo que pueden interactuar y analizar para obtener información más profunda.

### Código personalizado para aplicaciones de BI Móvil
Las aplicaciones móviles de BI a menudo son aplicaciones personalizadas con códigos específicos para el sistema operativo móvil subyacente. Por ejemplo, las aplicaciones de iPhone requieren codificación en Objective-C, mientras que las aplicaciones de Android requieren codificación en Java. Además de la funcionalidad de usuario de la aplicación, la aplicación debe estar codificado para trabajar con la infraestructura de servidor de soporte requerida para servir datos a la aplicación BI móvil. Mientras que las aplicaciones personalizadas codificadas ofrecen cerca de un sinfín de opciones, el software especializado de codificación experiencia e infraestructura pueden ser costosos de desarrollar, modificar y mantener.

### Forma fija de las aplicaciones de BI Móvil
Datos de negocio se pueden mostrar en un cliente móvil BI (o navegador web) que sirve como una interfaz de usuario para las plataformas de BI o de otras fuentes de datos, eliminando la necesidad de nuevas fuentes de datos y una infraestructura de servidor especializada. Esta opción ofrece fijas y configurables visualizaciones de datos como gráficos, tablas, tendencias, indicadores clave de rendimiento y enlaces, y por lo general se pueden implementar rápidamente usando fuentes de datos existentes. Sin embargo, las visualizaciones de datos no son ilimitadas y no siempre pueden extenderse hasta más allá de lo que está disponible desde el proveedor.

### Gráfica de herramientas para desarrollar Aplicaciones de BI Móvil
Aplicaciones móviles de BI también se pueden desarrollar utilizando los gráficos, drag-and-drop entornos de desarrollo de plataformas de BI. Las ventajas que incluyen son las siguientes:
1. Las aplicaciones pueden ser desarrolladas sin la codificación,
2. Las aplicaciones pueden ser fácilmente modificadas y mantenidas mediante las herramientas de BI de la plataforma de gestión del cambio,
3. Las aplicaciones pueden utilizar cualquier variedad de visualizaciones de datos y no se limita solo a unos pocos,
4. Las aplicaciones pueden incorporar flujos de trabajo específicos de negocios, y
5. La plataforma de BI proporciona la infraestructura de servidores.

Usando herramientas gráficas de desarrollo de BI pueden permitir el desarrollo de aplicaciones de BI móvil más rápido cuando una aplicación personalizada es necesaria.

## Consideraciones de seguridad para aplicaciones móviles de BI
Las altas tasas de adopción y dependencia de los dispositivos móviles hace de la computación móvil segura una preocupación crítica. La Inteligencia de Negocio Móvil de estudio de mercado descubrió que la seguridad es el tema número uno (63%) para las organizaciones.
Una completa solución de seguridad móvil debe proporcionar seguridad en estos niveles:
- Dispositivo
- Transmisión
- Autorización, Autenticación y seguridad de la red

### Dispositivo de Seguridad
El primer analista de la firma de investigación de Burton Group recomienda que la mejor manera de asegurar que los datos no serán manipulados es no almacenarlos en el dispositivo cliente (dispositivo móvil). Como tal, no existe una copia local que perder si el dispositivo móvil es robado y los datos pueden residir en los servidores del centro de datos con acceso permitido solo a través de la red. La mayoría de los fabricantes de teléfonos inteligentes ofrecen un conjunto completo de características de seguridad, que incluye encriptación del disco completo, cifrado de correo electrónico, así como la gestión a distancia que incluye la capacidad de borrar contenido si el dispositivo se pierde o es robado. Además, a algunos dispositivos como el BlackBerry de RIM le han incorporado antivirus y cortafuegos.

### Transmisión de Seguridad
Seguridad de transmisión se refiere a las medidas que se han diseñado para proteger los datos contra la interceptación no autorizada, análisis de tráfico, y el engaño de imitación. Estas medidas incluyen Seguridad en la Capa de Conexión (SSL), iSeries Access para Windows, y la red privada virtual (VPN). Una transmisión segura de datos debería permitir a la identidad del remitente y del receptor para ser verificado mediante el uso de un sistema criptográfico de clave compartida, así como proteger los datos para ser modificados por un tercero cuando atraviesa la red. Esto se puede hacer usando AES o Triple DES con un túnel encriptado SSL.

### Autorización, Autenticación y Seguridad de la red
La autorización se refiere al acto de especificar los derechos de acceso para controlar el acceso de información a los usuarios. La autenticación se refiere al acto de establecer o confirmar al usuario como verdadero o auténtico. La seguridad de red se refiere a todas las disposiciones y políticas adoptadas por el administrador de la red para prevenir y controlar el acceso no autorizado, mal uso, modificación o denegación de la red informática y los recursos accesibles en la red.La movilidad se suma a los retos de seguridad únicos. Como los datos se trafica más allá del firewall de la empresa hacia la des-conocidos territorios, asegurando que se maneja seguro es de suma importancia. Con este, debida autenticación de conexiones de usuarios, control de acceso centralizado (como LDAP), los mecanismos de transferencia de datos cifrados se pueden implementar.

### Papel de BI en la seguridad de Aplicaciones Móviles
Para garantizar un alto nivel de seguridad, plataformas de BI de software deben extender las opciones de autenticación y controles de políticas para la plataforma móvil. Plataformas de software de inteligencia de negocios que garantizan un cifrado seguro para el almacenamiento de credenciales. El control administrativo de las políticas de contraseñas debería permitir la creación de perfiles de seguridad para cada usuario y una perfecta integración con directorios de seguridad centralizadas para reducir la administración y el mantenimiento de los usuarios.

## Productos
Un número de proveedores de BI y vendedores de software de nicho ofrecen soluciones móviles de BI. Algunos ejemplos notables incluyen:
- JReports
- Business Objects
- Cognos
- InetSoft
- MicroStrategy
- Tableau Software